# Mariánský sloup (Poděbrady)
Mariánský sloup na Jiřího náměstí v Poděbradech je pískovcový rokokový mariánský sloup se sochou Neposkvrněné Panny Marie (latinsky Immaculaty) a čtyřmi sochami světců na podstavci kolem sloupu. Pochází z roku 1765. Sousoší je od roku 1965 chráněno jako kulturní památka.

## Stavba

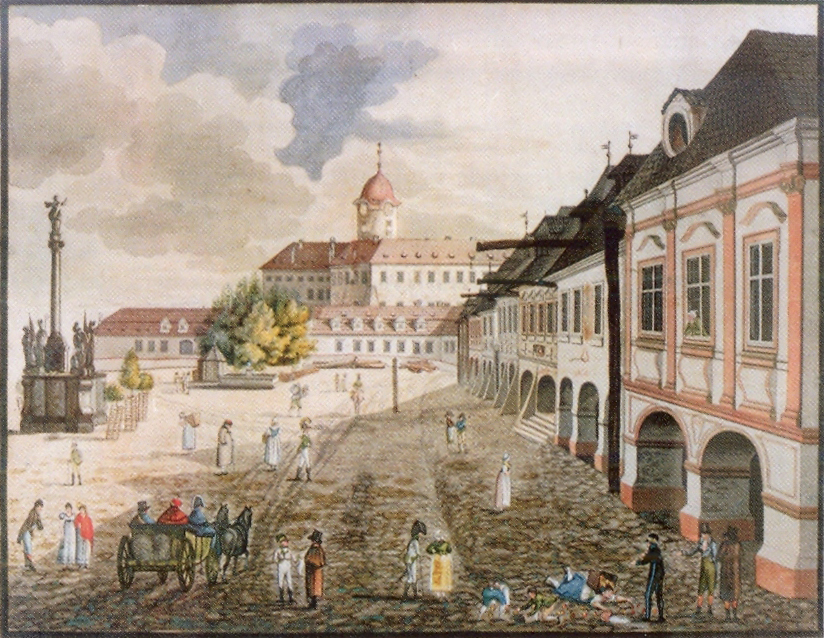
Jižní strana poděbradského náměstí se zámkem a mariánským sloupem na konci 18. století

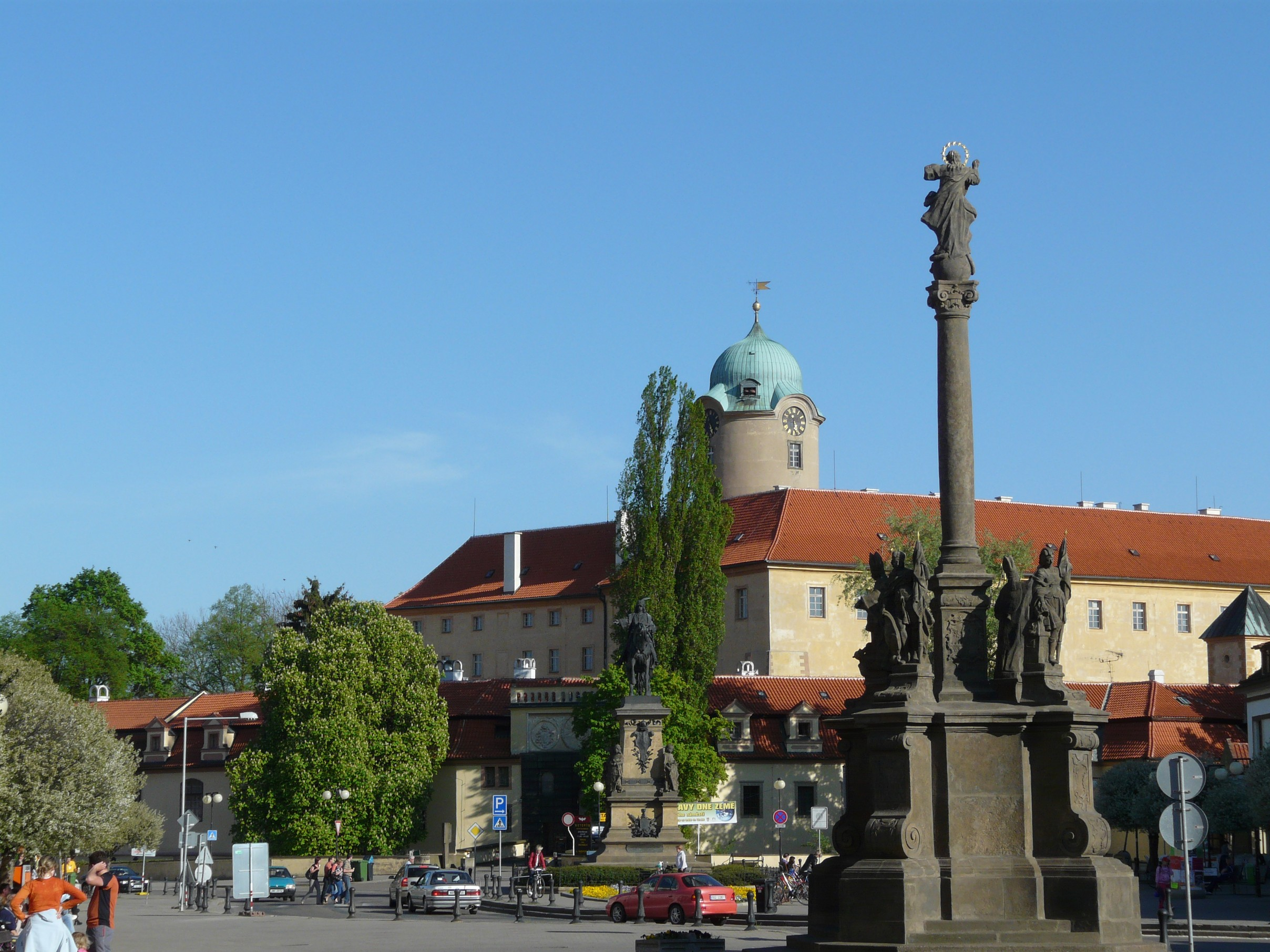
Mariánský sloup a zámek v roce 2009

Na počátku 30. let 18. století poděbradská městská rada odsouhlasila náhradu zchátralé sochy Panny Marie, stojící odedávna na rynku, novým sousoším. Město však na stavbu nemělo peníze. První model sochy vytvořil poděbradský sochař a řezbář Václav Bergman. Děkan Antonín Gottfried Mollinari však nebyl spokojen, a proto další model vytvořil řezbář z Kostelce nad Černými lesy. Dlouho se však nic nedělo.
Zájem o novou sochu opět ožil až za morové epidemie roku 1762. Mor město zachvátil už v letech 1712–1714 a 1747–1749. Obyvatelé města chtěli stavbou nové sochy napomoci tomu, aby epidemie město tentokrát ušetřila. V letech 1762–1765 pomocí sbírky shromáždili potřebné finanční prostředky. Na rynek bylo sousoší umístěno roku 1765. Dle Hrabětové je autorství sousoší připisováno místnímu sochaři Josefu Bergmannovi (1713–1789). Naopak dle Šmilauerové není tvůrce konečné podoby sousoší s jistotou znám, neboť se nedochovaly příslušné městské knihy.
První větší oprava proběhla roku 1837. V 19. století byl sloup nakolik poškozen zatékáním dešťové vody, že mu hrozilo zřícení. Roku 1896 bylo sousoší opraveno akademickým sochařem A. Horákem. Tehdy k němu byl vyroben železný plůtek navržený sochařem Bohuslavem Schnirchem (později odstraněn). Oprava byla financována sbírkou.

## Popis
Sloup má bohatě členěný podstavec na několikastupňovém soklu, ozdobený rokokovými ornamenty. V jeho rozích stojí sochy svatého Václava, svatého Vojtěcha, svatého Floriána a svatého Prokopa. Původně bylo složení soch jiné, protože do roku 1837 se na místě sv. Václava nacházela docha svatého Gotharda. Uprostřed podstavce je hranolový postament, který přechází ve štíhlý sloup s korintskou hlavicí a sochou Panny Marie. V minulosti se o svátcích všech uvedených světců ke sloupu konala procesí.